# Tūpkānlū
Tūpkānlū (persiska: توپکانلو) är en ort i Iran.   Den ligger i provinsen Nordkhorasan, i den nordöstra delen av landet, 600 km öster om huvudstaden Teheran. Tūpkānlū ligger 1 402 meter över havet och antalet invånare är 599.
Terrängen runt Tūpkānlū är huvudsakligen kuperad, men norrut är den platt. Terrängen runt Tūpkānlū sluttar norrut. Runt Tūpkānlū är det ganska tätbefolkat, med 75 invånare per kvadratkilometer. Närmaste större samhälle är Ḩeşār, 19,6 km väster om Tūpkānlū. Trakten runt Tūpkānlū består i huvudsak av gräsmarker.